# Munkiella caa-guazu
Munkiella caa-guazu är en svampart som beskrevs av Speg. 1885. Munkiella caa-guazu ingår i släktet Munkiella och familjen Polystomellaceae.   Inga underarter finns listade i Catalogue of Life.